# Svartbådan (vid Björköby, Korsholm)
Svartbådan är en ö i Finland. Den ligger i Norra kvarken och i kommunen Korsholm i den ekonomiska regionen  Vasa i landskapet Österbotten, i den västra delen av landet. Ön ligger omkring 34 kilometer nordväst om Vasa och omkring 400 kilometer nordväst om Helsingfors.
Öns area är 9 hektar och dess största längd är 1,2 kilometer i sydväst-nordöstlig riktning.